# ファシネーター

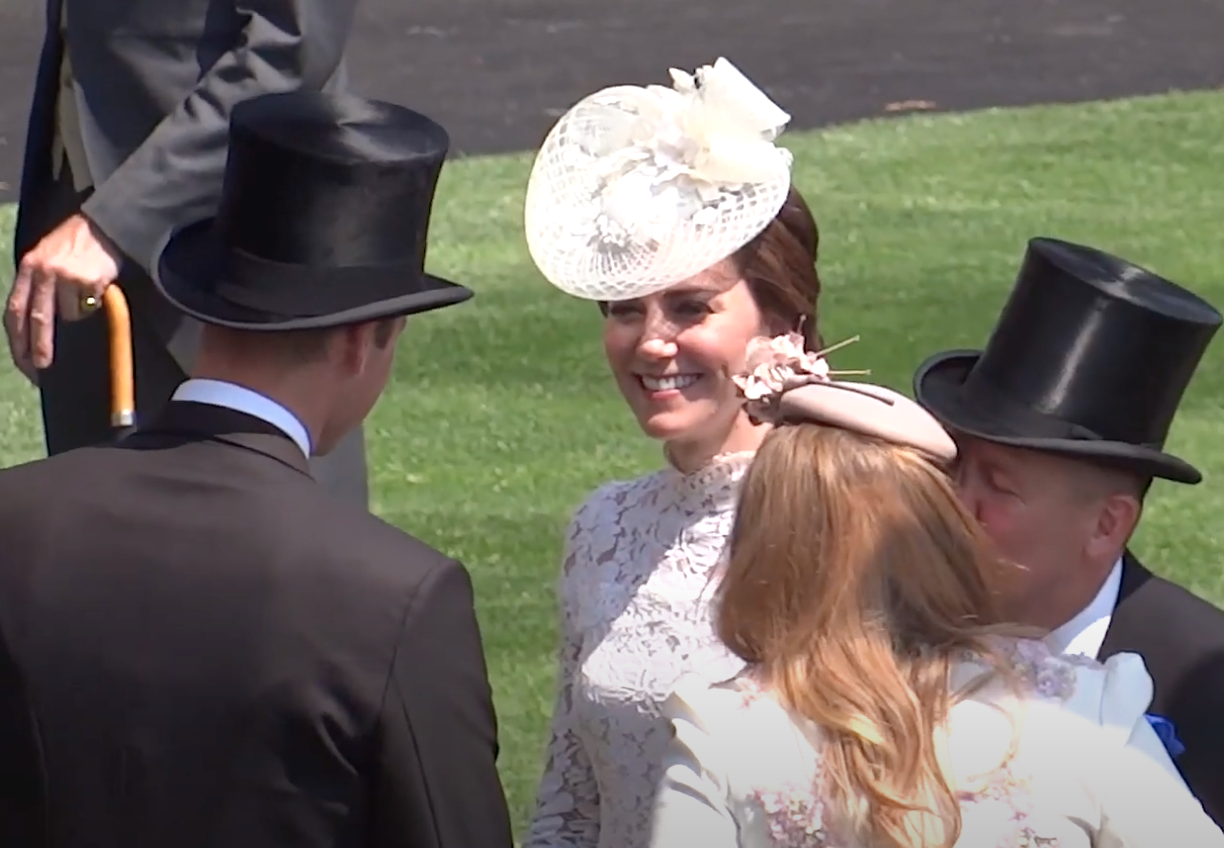
ロイヤルアスコットでのキャサリン王太子妃、2017年。

ファシネーター (fascinator) は、英国発祥の女性及び女児用のヘッドドレスで軽く装飾性の高い頭部の装身具である。カチューシャ (アリスバンド) やヘアクリップ、櫛の上に羽根や花、ビーズ、リボン、レースなどをあしらったものなどがある。クラウンと呼ばれる本体部分とつばとからなる伝統的な帽子とは構造が異なるが、結婚式などのフォーマルな場で帽子の代わりに用いることができ、婦人用帽子と髪飾りとを合わせたような性格を持っている。夜のパーティなどで使用されるものはカクテルハット (Cocktail Hat) の名前でも呼ばれる。転じて、魅惑的な物や人物のこともいう。

## 概要

ベアトリス・オブ・ヨーク王女が着けたファシネーターのデザイン画

魅惑するものという意味を持つファシネーターという言葉は、元々はショールを小さく軽くしたようなレースのかぶり物を意味し、17世紀にはすでにヨーロッパで使われていた。現在のようなデザインのファシネーターはイギリスで活躍する婦人用帽子デザイナーが生み出した。1970年代末から1980年代にかけてロンドン近郊のルートン(Luton)を拠点とする帽子商の間で受け入れられていき、1990年代になるとイギリスの結婚式などで一般的に使われるようになった。その後オーストラリアやアメリカにも広がった。
ファシネーターは軽量で、インドア・アウトドアのいずれでも着用でき、通常の婦人用帽子で必要になることが多い運搬用のかさばる箱も不要で、帽子と比べ圧迫感がなく入念にセットした髪型が乱れないという利点がある。
ファシネーターは帽子の着用が必要とされるようなフォーマルな場で婦人用帽子の代替として使用される。イギリスでは、2011年のウィリアム王子とキャサリン・ミドルトンの婚礼でベアトリス・オブ・ヨーク王女が着けていたものが良く知られている。これはイギリスの婦人用帽子デザイナーのフィリップ・トレーシーがデザインした。奇抜なデザインからトイレの蓋のようとも揶揄されたが、婚礼の後にチャリティーのため eBay のオークションに出品され、その有名さから131,000ドルで売却された。
この結婚式の参列者であるスペインのソフィア王妃や、イギリス副首相ニック・クレッグの妻であるミリアム・ゴンザレス・デュランテスなどもファシネーターを身につけていた。

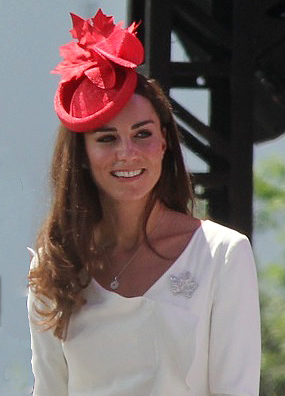
キャサリン妃は2011年のカナダ訪問の際にカエデの葉をモチーフにしたファシネーターを使用した

花嫁のキャサリン妃自身もファシネーターを好み外遊の際などに身につけることが多い。例えば、2011年のカナダ訪問ではカナダのシンボルである赤いサトウカエデの葉をモチーフにしたファシネーターを使用した。
また、2008年5月にエリザベス2世の孫であるピーター・フィリップスとオータム・ケリーとの挙式がウィンザー城の聖ジョージ教会で行われたが、この時には参列したエリザベス2世自身が羽根飾りのあるファシネーターを着けていた。
また、ファシネーターは結婚式だけではなく葬儀でも使用される。セント・ポール大聖堂で行われたイギリス元首相マーガレット・サッチャーの2013年の葬儀の際にも、オペラ歌手のキャサリン・ジェンキンスなど多くの女性が黒のファシネーターをつけて参列した。
世界的に有名な競馬のイベントでドレスコードの規定もあるイギリスのグランドナショナル、オーストラリアのメルボルンカップ、アメリカのケンタッキーダービーなどでも、婦人用帽子の一種としてファシネーターは女性の一般的な装身具となっている
。
伝統的な帽子と比較するとファシネーターのデザインとモチーフの自由度は大きい。2010年のMTV Video Music Awardsでレディー・ガガが牛肉のドレスと共に着けていたファシネーターは同じ生の牛肉をモチーフにしたものだった。伝統が重視される場ではこのような自由さが問題となることがある。
例えば、イギリス王室が所有するアスコット競馬場で6月に行われる伝統の競馬「ロイヤルアスコット」では決められたドレスコードの範囲内で競い合うように華麗なドレスや個性的な帽子を着用する習わしがあり、一般席では奇抜なデザインのファシネーターを着用する女性も多い。このような背景から、伝統を重んじるロイヤルアスコットでの貴賓席（ロイヤル・エンクロージャー）のドレスコードのみは2012年に変更され、婦人のファシネーター着用は禁止され通常の帽子を着用することが決められた。

## 着用

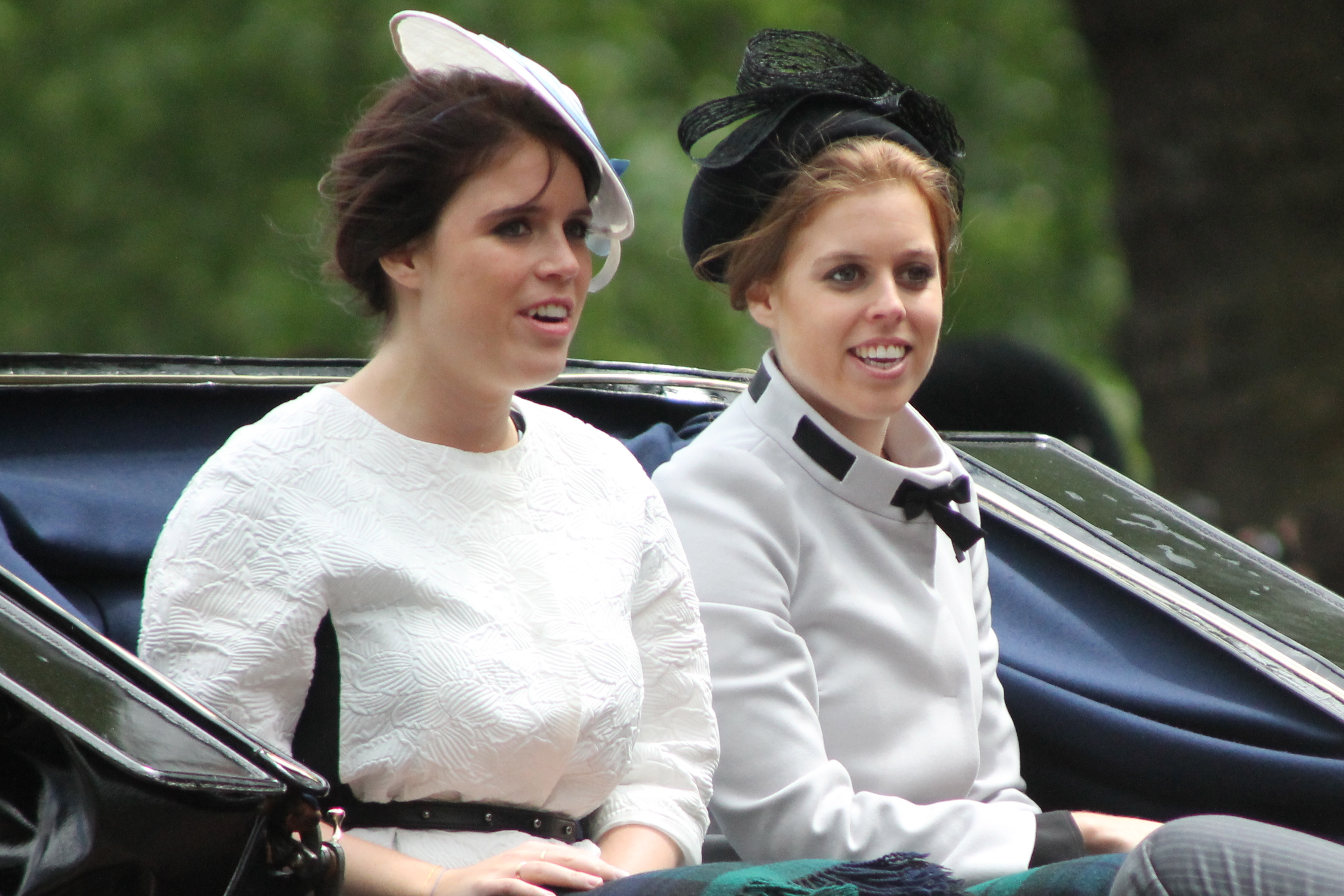
ユージェニー王女 (左) とベアトリス・オブ・ヨーク王女(右)、 2013年6月

ファシネーターは伝統的な帽子と比べ着用方法の自由度が高く、さまざまなアレンジができる。着ける場所の選択肢も広く特別な決まりはないが、通常は頭の横か前に着用する。高さは眉毛のすぐ上の位置、レースがついている場合はレースが少し目の下になる程度が最も見栄えが良いと言われる。
髪型はシンプルな方がファシネーターのデザインを生かすことができる。頭の大きさやヘアスタイルとのバランスも重要で、頭の大きさやヘアスタイルのボリュームに比例した大きさのものを選ぶとバランスを取りやすい。
クリップや櫛でつけるタイプは位置の自由度が高く、前にも横にも着けられる。ただし固定の関係であまり下の位置には着けられず、またファシネーターを支えるため髪型に一定のボリュームが必要になる。櫛でつけるタイプをしっかり固定するためには、取り付ける場所の逆毛を立て少しボリュームを増やすようにする。ファシネーターをつけた後、櫛の周辺にヘアスプレーを用いると固定しやすい。この際ファシネーターそのものにはスプレーがかからないようにする。必要な場合はさらに数本のヘアピンを用いて固定する。
アリスバンドで取り付けるタイプは、位置の自由度が低いが、頭には比較的しっかりと固定できバンドも目立ちにくい。髪の毛を後方にすこし引っ張りながらバンドを着け、髪を元に戻すとバンドの部分を髪の毛で隠すことができる。

## ファシネーターの例

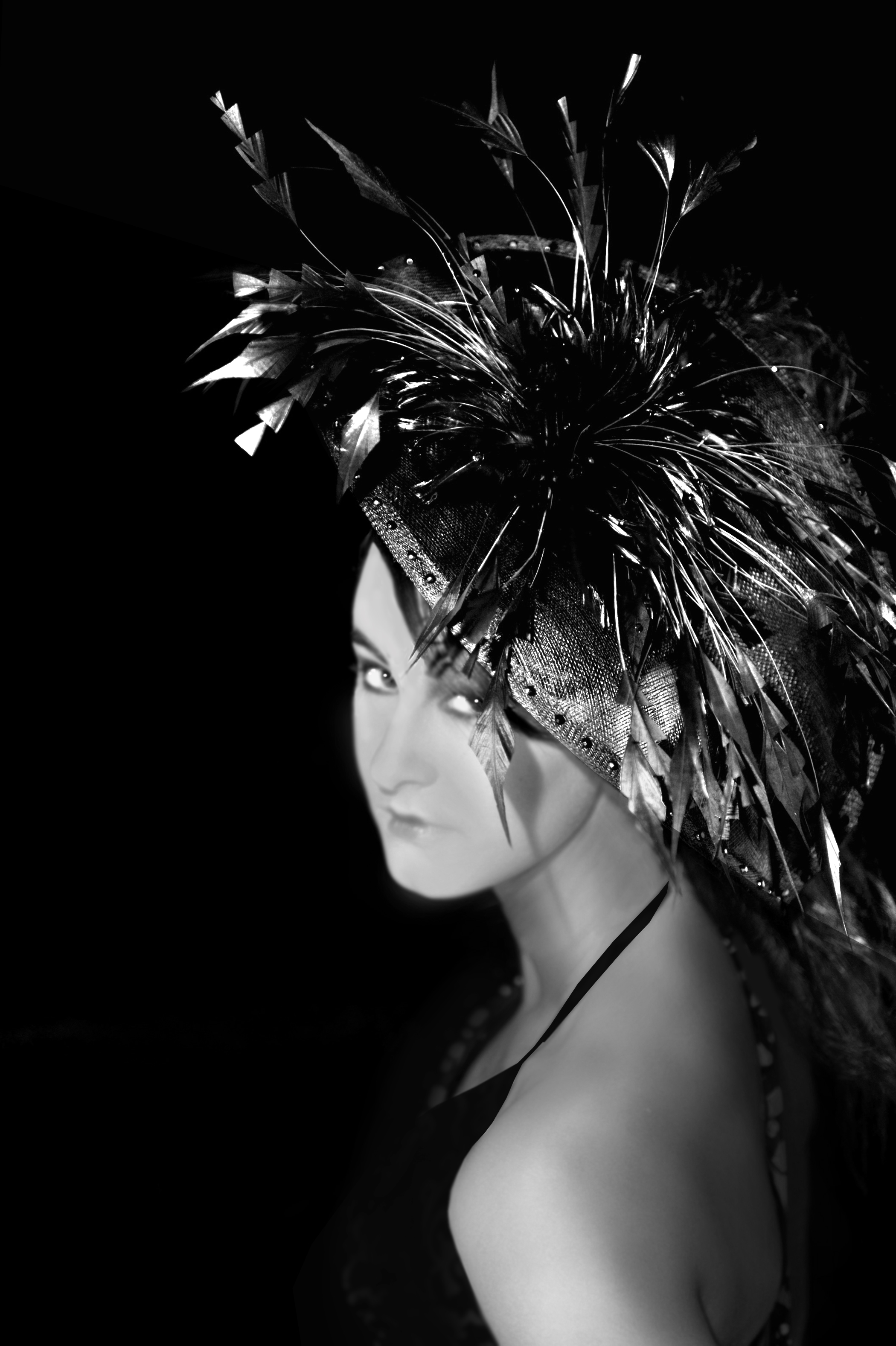
帽子のつばのようなベースを持つファシネーター
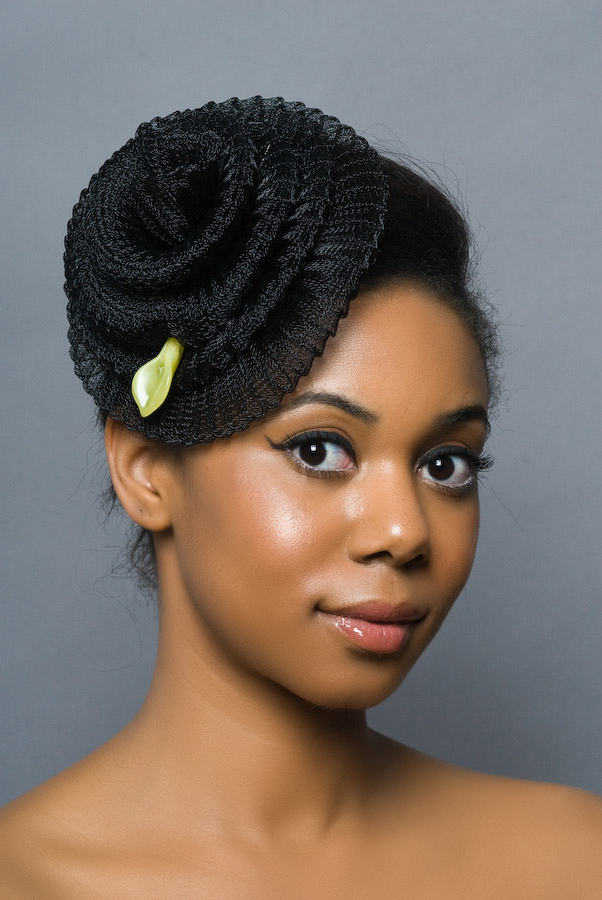
ピンで髪に固定するタイプのファシネーター
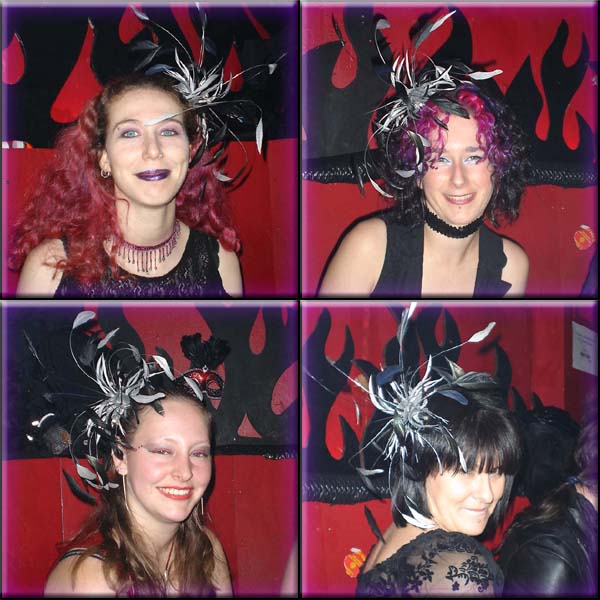
ファシネーターを着用している女性
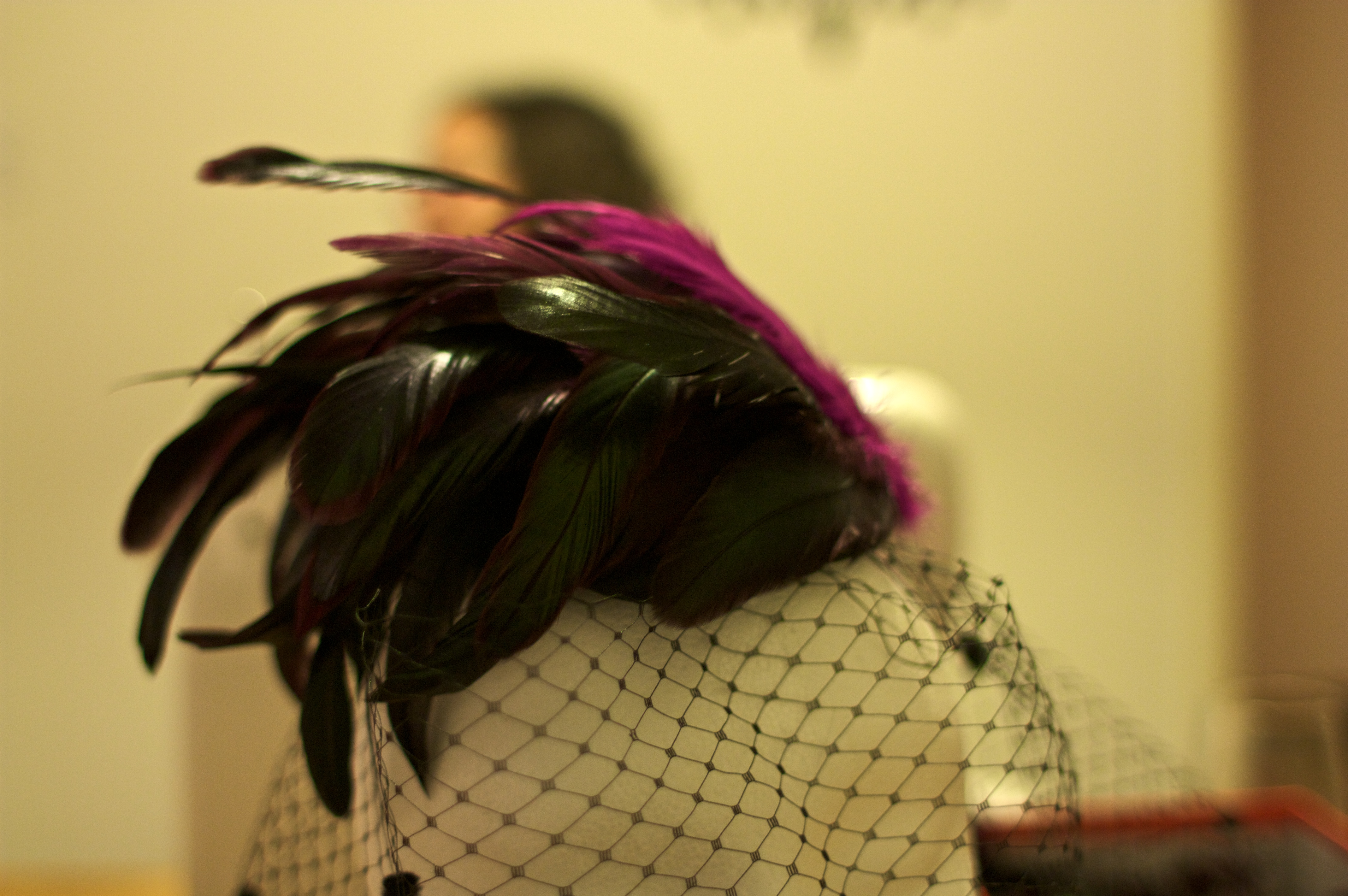
夜のパーティで使用されるカクテルハットの例